# Marlens
Marlens è un ex comune francese del dipartimento dell'Alta Savoia nella regione dell'Alvernia-Rodano-Alpi. Dal 1º gennaio 2016 si è fuso con il comune di Cons-Sainte-Colombe per formare il nuovo comune di Val de Chaise, del quale è ora frazione.

## Società

### Evoluzione demografica
Abitanti censiti